# Louis Marlio
Louis Marlio (* 3. Februar 1878 in Paris; † 26. November 1952 ebenda) war ein französischer Industrieller und Beamter. Er nahm eine führende Rolle in der internationalen Kartellbewegung der 1920er bis 1940er Jahre ein.

## Beruf & Karriere
Marlio war Ingenieur und Wirtschaftswissenschaftler zugleich. 1898–1900 studierte er an der École polytechnique in Paris. 1907 machte er den Docteur en droit (sciences économiques). 1907–1914 lehrte er an der École des Hautes Études Commerciales.

### Ämter im Staatsdienst
Marlio hatte sich mit seiner Doktorarbeit von 1907 über die strategische Bedeutung der französischen Binnenschifffahrt für die öffentliche Verkehrsverwaltung empfohlen. 1909 trat er in das Ministerium für Öffentliche Arbeiten (im Wesentlichen Infrastruktur) ein und war dort bis 1914 in verschiedenen Funktionen tätig. Zwischen 1910 und 1917 wirkte er für den Conseil d’État, das französische Verfassungsgericht, das auch die Regierung fachlich beriet.

### Funktionen in der Wirtschaft
Marlio wurde nach dem Ersten Weltkrieg Präsident des französischen Industriekonzerns Pechiney. Dieses Unternehmen war auch der größte französische Aluminiumhersteller und Anführer des einheimischen Kartells Aluminium Français. Marlio konnte mit den europäischen Konkurrenten feste Absprachen eingehen und war in den 1920er und 1930er Jahren Vorsitzender des neu begründeten Internationalen Aluminiumkartells, der Aluminium Association.
Für die Aluminiumproduktion war billiger Strom wichtig, der üblicherweise aus Wasserkraft gewonnen wurde. So war Marlio 1921–1931 auch Präsident des französischen Verbandes der Stromerzeuger aus Hydroelektrik.
1941 wurde Marlio technischer und unternehmerischer Berater der amerikanischen Reynolds Industries. Dieser Konzern hatte 1940, von der US-Regierung gern gesehen, die Produktion von Aluminium aufgenommen, nachdem der bisherige Monopolist auf dem amerikanischen Markt – Alcoa – die Notwendigkeit einer Produktionsausweitung bestritten hatte.

### Deutsch-Französisches Studienkomitee
Marlio trat nach 1926 dem neu gegründeten Deutsch-Französischen Studienkomitee (Comité Franco-Allemand d'Information et de Documentation; auch: Mayrisch-Komitee) bei. Die dort vertretenen Unternehmer, Politiker und Gelehrten diskutierten Projekte zur Verbesserung und Belebung der deutsch-französischen Wirtschaftsbeziehungen. 1931–1933 war Marlio Präsident einer Sektion des Studienkomitees. Nach der Machtergreifung der Nazis in Deutschland 1933 bestand das Studienkomitee bis 1938 fort, allerdings ohne wesentliche Aktivitäten.

### Engagement gegen Hitlerdeutschland
Mit der zunehmenden deutschen Bedrohung trat Marlio für entschiedenere Rüstungsanstrengungen der Westmächte ein, insbesondere beim Bau von Militärflugzeugen. Im Juni 1940 ging er in die USA und hielt Vorträge an mehreren Universitäten, in denen er die Notwendigkeit erklärte, dass die Vereinigten Staaten gegen die europäischen Diktaturen in den Krieg zu zögen. Seine Funktionen bei Pechiney, im französischen Kartell und im Internationalen Aluminiumkartell waren spätestens mit dem deutschen Einmarsch in Frankreich gegenstandslos geworden, so dass er frei war, eine Beraterfunktion bei Reynolds Industries anzunehmen. Marlio lernte über seine akademische Tätigkeit die Brookings Institution, eine den amerikanischen Demokraten nahestehende Denkfabrik, kennen, welche ihn auch später noch unterstützte.

### Engagement für eine Reform der Weltwirtschaft hin zu mehr Kartellierung
Marlio war nicht nur Vorsitzender eines wichtigen internationalen Kartells, der Aluminium Association, sondern engagierte sich ab Ende der 1920er Jahre auch generell für mehr und bessere Kartelle in der Weltwirtschaft. „Marlio […] became one of the main actors of the international cartel movements after the war.“ Er war 1929 und 1930 vom Völkerbund als Industriesachverständiger beauftragt worden und wurde Mitverfasser zweier Gutachten. Im August 1938 nahm Marlio am Colloque Walter Lippmann in Paris teil, einer Gesprächsrunde von Gelehrten, Unternehmer und Politikern, auf der eine Wiederbelebung des Liberalismus und eine Zurückdrängung des Nationalsozialismus und seiner autoritären Wirtschaft diskutiert wurde. Marlio blieb diesem Thema auch über den Zweiten Weltkrieg hinweg treu. Ein erneuerter Liberalismus und Kartelle erschienen (zumindest für Marlio) seinerzeit durchaus vereinbar.
Marlio blieb innerhalb der Aluminiumindustrie zeitlebens einflussreich – also nach 1940 resp. 1945, als er seine Positionen bei Pechiney und in den Kartellverbänden für Aluminium verlor resp. nicht in seine früheren Funktionen zurückkehrte. 1947 schrieb er für die amerikanische Brookings Institution einen Fachbeitrag über das Internationale Aluminiumkartell.

## Werke von Marlio
- La politique allemande et la navigation intérieure, Paris 1907.
- Internationale Industrie-Kartelle. Eine wirtschaftspolitische Studie. Vorbereitet für den Wirtschaftsausschuss des Völkerbundes. Berlin 1930 (zusammen mit: Antonio S. Benni/Clemens Lammers/Aloys Meyer; auch auf Englisch und Französisch).
- Allgemeiner Bericht über die wirtschaftlichen Seiten der internationalen Industrie-Kartelle. Vorbereitet für den Wirtschaftsausschuss des Völkerbundes, Berlin 1932 (zusammen mit: Antonio S. Benni/Clemens Lammers/Aloys Meyer; auch auf Englisch und Französisch).
- Le Sort du capitalisme, Paris 1938.
- Dictature ou liberté, Paris 1940.
- A short war through American industrial superiority, Washington 1941.
- Will electric power be a bottleneck?, Washington 1942.
- The Control of Germany and Japan, Washington 1944.
- Le Libéralisme social (Conférence à la Société d'Économie Politique). Paris 1946.
- The Aluminium Cartel, Washington 1947.

## Werke über Marlio
- Marco Bertilorenzi, The international aluminium cartel, 1886 – 1978. The business and politics of a cooperative industrial institution, New York [u. a.] 2016.
- Guido Müller, Europäische Gesellschaftsbeziehungen nach dem Ersten Weltkrieg: Das Deutsch-Französische Studienkomitee und der Europäische Kulturbund, München 2005.